# Apotolamprus resplendens
Apotolamprus resplendens là một loài bọ cánh cứng trong họ Bọ hung (Scarabaeidae).